# Équipe cycliste Polti
Pour les articles homonymes, voir Polti.
Ne pas confondre avec l'Équipe cycliste Polti Kometa.
L'équipe cycliste Polti est une ancienne équipe cycliste italienne, créée en 1994 et dissoute en 2000.

## Histoire
L'équipe Polti fut créée sous ce nom en 1994. Elle succédait à l'équipe Gatorade, avec pour nouveau sponsor l'entreprise d'électroménager Polti. Cette dernière était en 1993 co-sponsor de l'équipe Lampre. Elle était dirigée par Gianluigi Stanga, assisté par Vittorio Algeri.
Le principal succès de l'équipe fut la victoire de l'Italien Ivan Gotti sur le Tour d'Italie 1999.

### Première saison (1994)

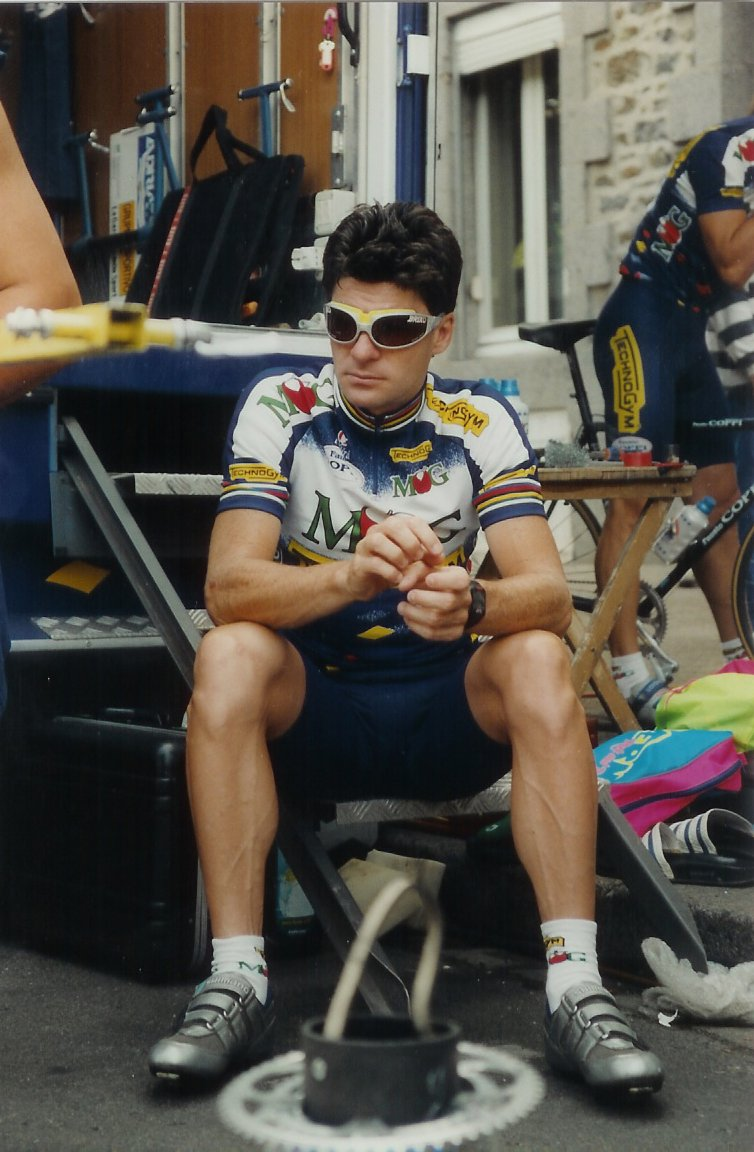
Gianni Bugno, ici au Tour de France 1995, est le premier leader de l'équipe.

L'équipe Polti-Vaporetto est fondée sur les bases de l'équipe italienne Gatorade. Son manager général, Gianluigi Stanga était déjà aux commandes de l'équipe en 1993. Parmi les recrues pour cette première saison, on retrouve sept membres de cette ancienne équipe avec Bruno Boscardin, Gianni Bugno (vainqueur du Tour d'Italie en 1990, Giovanni Fidanza, Ivan Gotti, Oscar Pelliccioli, Andrea Peron et Mario Scirea. Polti étant en 1993 co-sponsor de l'équipe Lampre, deux coureurs de cette équipe rejoigne les rangs également, avec l'Ouzbek Djamolidine Abdoujaparov et l'Ukrainien Sergueï Outschakov. Gianvito Martinelli de l'équipe Mecair-Ballan et les néo-professionnels Rossano Brasi, Daisuke Imanaka, Georg Totschnig et André Wernli complètent l'effectif.

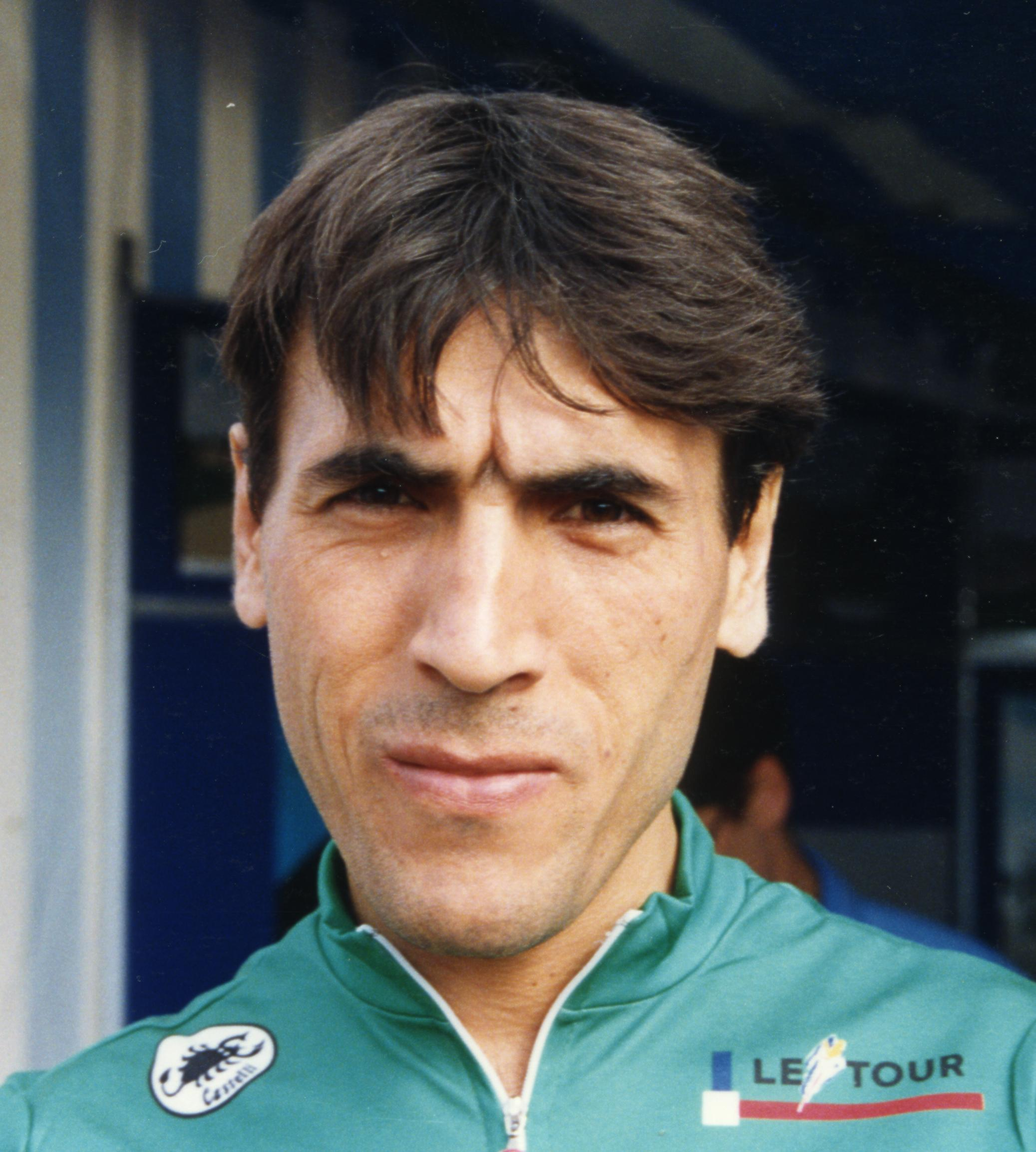
Djamolidine Abdoujaparov, ici lors du Tour de France 1993 remporte les quatre premières victoires de l'équipe.

La première course de la nouvelle équipe est le Tour méditerranéen où Bugno termine huitième du classement général. Après plusieurs autres courses du début de saison en France, Italie ou Belgique, la première grande course arrive au début du mois de mars avec Paris-Nice. Abdoujaparov y est présent notamment et y remporte deux étapes au sprint, la troisième à Clermont-Ferrand et la 8ea qui se termine à Nice. Ce sont les deux premières victoires de l'équipe. À la fin du mois, l'Ouzbek remporte sa troisième victoire de la saison lors de la première étape des Trois Jours de La Panne à Herzele, termine seconde de la deuxième à Koksijde, remporte la troisième à La Panne puis cinquième de la dernière étape, un contre-la-montre individuel. Il termine deuxième du classement général dix secondes derrière Fabio Roscioli. Quelques jours plus tard, l'équipe est au départ du Tour des Flandres. Dans le Mur de Grammont, quatre coureurs s'isolent, dont le leader de Polti, Gianni Bugno. Ce dernier s'impose au sprint à Meerbeke devant le tenant du titre le Belge Johan Museeuw (GB-MG Maglificio) et le Moldave Andreï Tchmil (Lotto-Calo).
Après trois nouvelles victoires d'étapes lors du Tour DuPont par le biais d'Oscar Pelliccioli, Andrea Peron et une nouvelle fois Abdoujaparov (Peron terminant 3e du classement général), l'équipe est au départ de son premier grand tour, le Tour d'Italie. Elle s'y présente à Bologne avec une équipe homogène pouvant prétendre au classement général et aux victoires d'étapes, avec notamment le vainqueur de l'édition 1990 Bugno, son sprinteur Abdoujaparov, ou encore le vainqueur du classement par points de l'édition 1989 Giovanni Fidanza. La course débute bien avec un premier top 5 lors du contre-la-montre de l'étape 1b autour de Bologne, Gianni Bugno remporte la troisième étape légèrement détaché devant le premier groupe, devançant de deux secondes Stefano Zanini (Navigare-Blue Storm) et Davide Rebellin (GB-MG Maglificio). il remonte à cette occasion second du classement général. Quelques jours plus tard, lors de la 10e étape tracée autour de la ville de Marostica, Abdoujaparov l'emporte au sprint devant Giovanni Lombardi et Fabio Baldato puis termine deuxième de la 11e étape derrière Jan Svorada. Lors de la 16e étape, l'Ouzbek s'empare une première fois du maillot cyclamen de leader du classement par points. Il le cède deux jours plus tard au profit du Russe Evgeni Berzin (Gewiss-Ballan) lorsque ce dernier remporte le contre-la-montre du Passo del Bocco. Cependant, la dernière étape arrivant à Milan au cours de laquelle il termine une nouvelle fois deuxième derrière Stefano Zanini lui permet de reprendre le maillot et de terminer ce Giro en tête du classement par points. Il gagne également le maillot bleu du classement Intergiro. Bugno termine quant à lui 8e du classement général final. En parallèle de la course italienne, l'équipe remporte trois étapes de la course allemande Hofbrau Cup par l'intermédiaire de Bruno Boscardin, Andrea Peron (2e du classement général) et Gianvito Martinelli.
L'équipe prend ensuite part au Tour de France dont le grand départ se situe à Lille. L'épreuve commence bien pour l'équipe avec la victoire lors de la première étape en ligne à Armentières d'Abdoujaparov et qui prend à cette occasion le maillot vert de leader du classement par points. Avec notamment deux deuxièmes places lors des 6e et 7e étapes, l'Ouzbek accentue son avance en tête du classement tout au long de l'épreuve. Il y remporte une nouvelle victoire d'étape lors de la 20e au Lac de Saint-Point en devancant Ján Svorada et Silvio Martinello et remporte le lendemain le maillot vert du classement par points. Au classement général, Oscar Pelliccioli est le meilleur coureur de l'équipe avec une 15e place, à un peu plus d'une demi-heure du vainqueur, l'Espagnol Miguel Indurain (Banesto). En suivant, au cours du mois d'août, l'équipe remporte de nouvelles victoires avec le Mémorial Rik Van Steenbergen, la Polynormande et deux étapes du Tour des Pays-Bas remportés par Abdoujaparov, la Continentale Classic par Giovanni Fidanza et la Coppa Agostoni par Oscar Pelliccioli.
L'équipe termine donc la saison avec 22 victoires, dont 12 pour Abdoujaparov. C'est d'ailleurs ce dernier qui est le meilleur coureur de l'équipe au classement UCI avec une 10e place. Au classement de la Coupe du monde, c'est Gianni Bugno le meilleur, avec une 7e place.

### Domination sur les Ardennaises (1995)
Pour la saison 1995, l'équipe Polti voit de gros changements au sein de son effectif avec sept départs pour onze arrivées. Parmi les départs, on retrouve les Italiens Gianni Bugno (MG Boys Maglificio-Technogym), Ivan Gotti (Gewiss-Bianchi) et Andrea Peron (Motorola), les Suisses Bruno Boscardin (Festina-Lotus) et André Wernli (Univag-Condor-Blacky), l'Ouzbek Djamolidine Abdoujaparov (Novell Software) et le Russe Dimitri Zhdanov (Sputnik-Soi). Au rayon des arrivées, on retrouve de nombreux néo-pros dont Roberto Pistore et Dirk Baldinger, stagiaires l'année précédente, Mirko Celestino, Íñigo Chaurreau, Gianluca Pianegonda et Mirko Crepaldi. Signent également le Suisse Mauro Gianetti (Mapei-Clas), les Italiens Giovanni Lombardi et Mirko Gualdi tous deux en provenance de l'équipe Lampre-Panaria et le Français Éric Boyer (GAN).
L'équipe commence sa saison en France lors du Grand Prix La Marseillaise avec une troisième place réalisée par Gianluca Pianegonda. Elle est ensuite au départ de l'Étoile de Bessèges. L'Ukrainien Sergueï Outschakov y remporte les premières victoires de la saison de l'équipe avec la deuxième étape aux Salles-du-Gardon puis le contre-la-montre de la quatrième étape. Il remporte également le classement général devant son compatriote Andreï Tchmil (Lotto-Isoglass) et le Français François Simon (Castorama).
Le 5 juillet, le Français Luc Leblanc, champion du monde sur route en titre, signe en provenance de l'équipe Le Groupement qui cesse son activité en cours de saison.

### Top 10 sur les trois grands tours (1996)
Au début de la saison 1996, l'équipe enregistre sept départs pour autant d'arrivées. Au rayon des départs, on retrouve les Italiens Giovanni Fidanza, Oscar Pelliccioli (tous deux en partance pour l'équipe Carrera Jeans), Roberto Pistore (MG Boys Maglificio-Technogym), Mario Scirea (Saeco-Estro-AS Juvenes San Marino), Matteo Frutti (retour chez les amateurs) et Gianvito Martinelli (retraite) ainsi que le Français Éric Boyer (retraite également). Au niveau des arrivées, on peut noter la venue de Davide Rebellin et de son frère Simone Rebellin (MG Boys Maglificio-Technogym), Giuseppe Guerini (Navigare-Blue Storm), le Français Frédéric Guesdon (Le Groupement) et le Néerlandais Gerrit de Vries (Novell Software-Decca). Le néo-pro Ivan Quaranta vient compléter l'effectif.
En cours de saison, Leonardo Calzavara (San Marco Group) rejoint l'équipe.

### Podium au Tour d'Italie (1997)
La saison 1997 voit l'équipe perdre en premier son meilleur coureur au classement mondial en 1996, l'Italien Davide Rebellin, en partance pour l'équipe française nouvellement créée, la La Française des jeux. Ce dernier est suivi également par trois de ses coéquipiers, son frère Simone Rebellin, le Suisse Mauro Gianetti et le Français Frédéric Guesdon. Parmi les autres départs, Giovanni Lombardi et l'Autrichien Georg Totschnig rejoignent l'équipe Allemande Deutsche Telekom, Gianluca Pianegonda signe chez Mapei-GB et Leonardo Calzavara chez Aki-Safi. Pour remplacer l'ensemble des partants, l'équipe ne recrute que des néo pros à l'exception du Belge Axel Merckx en provenant de Motorola. On retrouve donc les débutants italiens Fabio Sacchi, Enrico Cassani, Cristiano Colleoni et Gianluca Valoti, l'Espagnol Daniel Atienza et l'Allemand Jörg Jaksche.

### 1998
Après une année du côté de l'équipe française La Française des jeux, l'Italien Davide Rebellin revient chez Polti. Plusieurs autres Italiens rejoignent l'équipe dont Fabrizio Guidi et son frère Leonardo en provenance de Scrigno-Gaerne, Silvio Martinello (Saeco-Estro), Cristian Salvato (Refin-Mobilvetta) et Mauro Zinetti, stagiaire dans l'équipe l'année précédente. Signe également pour finir le Français Anthony Rokia depuis l'équipe belge Cédico-Ville de Charleroi. Au rayon des départs, on y retrouve l'Ukrainien Sergueï Outschakov qui rejoint l'équipe Néerlandaise TVM-Farm Frites, l'Espagnol Íñigo Chaurreau (Euskaltel-Euskadi), l'Italien Ivan Quaranta (KRKA-Telekom Slovenije), l'Allemand Dirk Baldinger (Deutsche Telekom) alors que le Néerlandais Gerrit de Vries et le Japonais Daisuke Imanaka arrêtent leurs carrière à la fin de l'année 1997.

## Coureurs connus
Ce tableau présente les résultats obtenus au sein de l'équipe par une sélection de coureurs qui se sont distingués soit par le rôle de leader ou de capitaine de route qui leur a été attribué pendant tout ou partie de leur passage dans l'équipe (comme Djamolidine Abdoujaparov, premier leader de l'équipe), soit en remportant une course majeure pour l'équipe (comme Ivan Gotti, vainqueur du Tour d'Italie 1999), soit encore par leur place dans l'histoire du cyclisme en général (comme Richard Virenque, sept fois vainqueur du maillot du meilleur grimpeur du Tour de France).
| Nom                      | Naissance | Nationalité | Arrivée   | Départ    | Résultats pour l'équipe |
| ------------------------ | --------- | ----------- | --------- | --------- | --- |
| Djamolidine Abdoujaparov | 1964      | Ouzbékistan | 1994      | 1994      | Classement par points du Tour de France 1994 Classement par points du Tour d'Italie 1994 Classement Intergiro du Tour d'Italie 1994 2 étapes du Tour de France 1 étape du Tour d'Italie |
| Gianni Bugno             | 1964      | Italie      | 1994      | 1994      | Tour des Flandres 1994 1 étape du Tour d'Italie |
| Mauro Gianetti           | 1964      | Suisse      | 1994      | 1994      | |
| Ivan Gotti               | 1969      | Italie      | 1994 1999 | 1994 1999 | Tour d'Italie 1999 |
| Sergueï Outschakov       | 1968      | Ukraine     | 1994      | 1997      | 1 étape du Tour de France 2 étapes du Tour d'Italie |
| Oscar Pelliccioli        | 1965      | Italie      | 1994 1999 | 1995 2000 | |
| Georg Totschnig          | 1971      | Autriche    | 1994      | 1996      | Championnat d'Autriche du contre-la-montre 1996 |
| Andrea Peron             | 1971      | Italie      | 1994      | 1994      | |
| Mirko Celestino          | 1974      | Italie      | 1995      | 2000      | HEW Cyclassics 1999 Tour de Lombardie 1999 |
| Luc Leblanc              | 1966      | France      | 1995      | 1998      | 1 étape du Tour de France |
| Giovanni Lombardi        | 1969      | Italie      | 1995      | 1996      | 2 étapes du Tour d'Italie |
| Giuseppe Guerini         | 1970      | Italie      | 1996      | 1998      | 1 étape du Tour d'Italie 3e du Tour d'Italie 1997 3e du Tour d'Italie 1998 |
| Ivan Quaranta            | 1974      | Italie      | 1996      | 1997      | |
| Davide Rebellin          | 1971      | Italie      | 1996 1998 | 1996 1999 | 1 étape du Tour d'Italie |
| Jörg Jaksche             | 1976      | Allemagne   | 1997      | 1998      | |
| Axel Merckx              | 1972      | Belgique    | 1997      | 1998      | |
| Fabio Sacchi             | 1974      | Italie      | 1997      | 2000      | |
| Fabrizio Guidi           | 1972      | Italie      | 1998      | 1999      | Classement par points du Tour d'Espagne 1998 3 étapes du Tour d'Espagne |
| Silvio Martinello        | 1963      | Italie      | 1998      | 2000      | |
| Richard Virenque         | 1969      | France      | 1999      | 2000      | Classement de la montagne du Tour de France 1999 1 étape du Tour de France 1 étape du Tour d'Italie                                                                                     |
| Pascal Hervé             | 1964      | France      | 2000      | 2000      | |
| Eddy Mazzoleni           | 1973      | Italie      | 2000      | 2000      | |

## Palmarès et statistiques

### Principales victoires

#### Classiques
- Tour des Flandres : 1994 (Gianni Bugno)
- Amstel Gold Race : 1995 (Mauro Gianetti)
- Liège-Bastogne-Liège : 1995 (Mauro Gianetti)
- Grand Prix de l'Escaut : 1995 (Rossano Brasi)
- HEW Cyclassics : 1996 (Rossano Brasi) et 1999 (Mirko Celestino)
- Tour de Lombardie : 1999 (Mirko Celestino)

#### Grands tours
L'équipe compte 19 participations dans les grands tours entre 1994 et 2000, avec les résultats suivants :
- Tour de France
  - 7 participations (1994, 1995, 1996, 1997, 1998, 1999, 2000)
  - 5 victoires d'étapes : 
    - 2 en 1994 : Djamolidine Abdoujaparov (2)
    - 1 en 1995 : Sergueï Outschakov
    - 1 en 1996 : Luc Leblanc
    - 1 en 2000 : Richard Virenque

  -  1 victoire au classement du meilleur grimpeur : Richard Virenque (1999)
  -  1 victoire au classement par points : Djamolidine Abdoujaparov (1994)
- Tour d'Italie
  - 7 participations (1994, 1995, 1996, 1997, 1998, 1999, 2000)
  -  1 victoire finale : Ivan Gotti (1999)
  - 12 victoires d'étapes :
    - 2 en 1994 : Djamolidine Abdoujaparov et Gianni Bugno
    - 2 en 1995 : Giovanni Lombardi et Sergueï Outschakov
    - 3 en 1996 : Giovanni Lombardi, Sergueï Outschakov et Davide Rebellin
    - 1 en 1997 : Mirko Gualdi
    - 1 en 1998 : Giuseppe Guerini
    - 2 en 1999 : Richard Virenque et Fabrizio Guidi
    - 1 en 2000 : Enrico Cassani

  -  1 victoire au classement par points : Djamolidine Abdoujaparov (1994)
  -  2 victoires au classement Intergiro : Djamolidine Abdoujaparov (1994), Fabrizio Guidi (1999)
- Tour d'Espagne
  - 5 participations (1995, 1996, 1998, 1999, 2000)
  - 4 victoires d'étapes :
    - 1 en 1995 : Gianluca Pianegonda
    - 3 en 1998 : Fabrizio Guidi (3)

  -  1 victoire au classement par points : Fabrizio Guidi (1998)

#### Championnats nationaux
- Championnat d'Autriche : 
  - Contre-la-montre : 1996 (Georg Totschnig)

### Classements UCI
De 1994 à 2000, l'équipe est classée parmi les Groupes Sportifs I, la première catégorie des équipes cyclistes professionnelles. Les classements détaillés ci-dessous pour cette période sont ceux de la formation en fin de saison.
| Saison | Classement par équipes | Meilleur coureur au classement individuel |
| ------ | ---------------------- | ----------------------------------------- |
| 1994   |                        |                                           |
| 1995   | 8e                     | Mauro Gianetti (21e)                      |
| 1996   | 6e                     | Davide Rebellin (12e)                     |
| 1997   | 20e                    | Luc Leblanc (57e)                         |
| 1998   | 5e                     | Davide Rebellin (8e)                      |
| 1999   | 4e                     | Davide Rebellin (5e)                      |
| 2000   | 20e                    | Richard Virenque (58e)                    |

## Résultats et effectifs par saison
- Saison 1994